# Phymatioderus bizonatus
Phymatioderus bizonatus là một loài bọ cánh cứng trong họ Cerambycidae.